# Call of Duty: Mobile
Call of Duty: Mobile је бесплатна, пуцачка видео-игра у првом лицу коју је развила компанија Timi Studios, а објавио Activision за Android и iOS 1. октобра 2019. године.
Игра је у само три дана од њеног објављивана преузета више од 35 милиона пута, што је остварило приход од два милиона долара. Након недељу дана, игра је надмашила 100 милиона преузимања и зарадила више од 18 милиона  долара, што ју је омогућило да постане видео-игра која је имала највише новчаног прихода по њеном изласку.

## Пријем
Call of Duty: Mobile је добио „свеобухватно повољне критике“, према сајту  Метакритик.  